# Glossosoma bahukantakam
Glossosoma bahukantakam là một loài Trichoptera thuộc họ Glossosomatidae. Chúng phân bố ở miền Ấn Độ - Mã Lai.